# Swazilands flagga
Swazilands flagga består av ett vågrätt rött fält med gula skiljeränder mot två blå fält, med en liggande sköld och två spjut. Flaggan antogs av Swaziland (landet även kallat Eswatini) den 30 oktober 1967 och har proportionerna 2:3.

## Symbolik
Den blå färgen symboliserar fred och stabilitet. Gult står för mineralrikedomarna i landet och karmosinrött för historiens strider. Skölden och spjuten representerar behovet av att skydda landet från dess fiender, och det faktum att skölden är svart och vit står för att landets svarta och vita befolkning ska leva tillsammans i fred.

## Historik
Flaggan har sina rötter i en fana som kung Sobhuza II överlämnade till Swazilands ingenjörskår 1941. Den liggande skölden är en symbol för Emasotsha-regementet, och är lagd över horisontella ceremoniella spjut med en kunglig injobo, tofsar av fjädrar från paradisänkor och turakoer. Fjäderprydnaden finns även på skölden. Flaggan hissades för första gången officiellt 25 april 1967 då kung Sobhuza II svors in som Swazilands statschef i samband med självständigheten. Den registrerades hos det brittiska heraldikämbetet College of Arms den 30 oktober 1967, i något annorlunda utformning.